# Epania ruficollis
Epania ruficollis är en skalbaggsart som beskrevs av Maurice Pic 1922. Epania ruficollis ingår i släktet Epania och familjen långhorningar.
Artens utbredningsområde är Laos. Inga underarter finns listade i Catalogue of Life.